# Feel the mind〜最上の出会い〜
『TOYOTA presents feel the mind〜最上の出会い〜』（トヨタプレゼンツ フィール・ザ・マインド さいじょうのであい）は、2009年4月6日から2011年4月1日までトヨタ店の一社提供で平日に放送されていたトーク番組。

## パーソナリティ
- 片山右京（2009年4月6日 - 2009年12月17日、2010年4月5日 - 2011年4月1日）
- 辰巳琢郎（2010年1月11日 - 4月2日）
- 江口桃子（2009年4月6日 - 2009年10月2日）
- 松本若菜（2009年10月5日 - 2011年4月1日）

## 番組開始の経緯
トヨタ自動車はJRNにおいて、『日本全国8時です』、『小沢昭一の小沢昭一的こころ』や『うわさの調査隊』の番組提供を長く行ってきた。しかし、経営状況の悪化からこれらの番組の提供を終了し、代わりに『中村雅俊マイ・ホームページ』の後番組となる当番組のスポンサーとなった。
レーシングドライバーで冒険家の片山右京がパーソナリティを務め、2009年3月28日に放送を終了した『TOYOTA Presents 片山右京のShall We Drive?〜ドライブしようよ!〜』の後番組となった。また「姉妹番組」として、2009年5月より同じトヨタ一社提供の『TOYOTA Presents 高樹千佳子のハイブリッドな週末』（土曜17時）もスタート。2009年10月には片山が月間ゲストして『ハイブリッドな週末』へ出演し、翌11月には『ハイブリッドな週末』のパーソナリティであるタレントの高樹千佳子がゲストとして本番組に招かれ、姉妹番組同士の交流が実現した。
しかし片山は後述の理由で、2009年12月17日放送分で一時的に降板し、2010年1月11日から辰巳琢郎が代打メインパーソナリティという形で3か月の担当。
また、トヨタ・プリウスのリコール問題から、一時期トヨタレンタリースのCMに差し替えられた事がある。
2011年3月14日以降、東北地方太平洋沖地震の影響により、メインスポンサーのトヨタがCMを自粛。ACジャパンの公共CMに差し替え。

## 番組内容
- 月曜から木曜は毎週一人のゲストを迎え、曜日ごとのテーマに沿ったトークを展開。
- 金曜はゲストなしのフリートーク「右京ズコラム」。辰巳担当時は「琢郎ズコラム」というタイトルが付いていた。

## ネット局と放送時間
- ■：以前の「うわさの調査隊」枠を当番組枠に差し替えて放送。

- TBSラジオ 17:05 - 17:15（『荒川強啓 デイ・キャッチ!』に内）
- HBC 北海道放送 16:50 - 17:00
- RAB 青森放送 17:50 - 18:00
- IBC岩手放送 17:50 - 18:00
- TBC 東北放送 16:40 - 16:50
- ABS 秋田放送 18:10 - 18:20
- YBC 山形放送 18:10 - 18:20
- RFC ラジオ福島 18:00 - 18:10（『手塚伸一 夕焼け番長!』（月曜日 - 水曜日）、『小野ゆかり 夕焼けにV!』（木曜日・金曜日）に内）
- BSN 新潟放送 18:00 - 18:10
- SBC 信越放送 18:15 - 18:25
- YBS 山梨放送 17:50 - 18:00
- KNB 北日本放送 17:50 - 18:00
- MRO 北陸放送 18:00 - 18:10
- FBC 福井放送 18:00 - 18:10
- SBS 静岡放送 17:50 - 18:00
- CBC 中部日本放送 16:35 - 16:45（『ごごイチ』に内包）[1]
- ABC 朝日放送 17:10 - 17:20（2009年10月2日までは17:15 - 17:25）■[2]プロ野球デーゲーム中継放送時は14時40分または13時40分スタートに繰り上げられる見込み。
- WBS 和歌山放送 17:50 - 18:00
- BSS 山陰放送 17:50 - 18:00
- RSK 山陽放送 17:46 - 17:56
- RCC 中国放送 17:15 - 17:25■
- KRY 山口放送 17:50 - 18:00
- JRT 四国放送 17:50 - 18:00
- RNC 西日本放送 18:10 - 18:20
- RNB 南海放送 17:15 - 17:25■
- RKC 高知放送 18:00 - 18:10
- RKB毎日放送 17:20 - 17:30（『ホークス花の応援団』に内）■
- NBC 長崎放送 18:10 - 18:20
- RKK 熊本放送 18:09 - 18:19（『須藤あきのほわ〜っと夕方』に内）
- OBS 大分放送 18:00 - 18:10
- MRT 宮崎放送 17:45 - 17:55
- MBC 南日本放送 18:00 - 18:10
- RBC 琉球放送 17:20 - 17:30[3]

## 片山右京遭難報道に伴う措置
2009年12月18日の放送は、片山の富士山中遭難報道の影響から急遽放送休止となり、ローカルワイド番組に内包している局では時間を拡大する措置がとられたほか、単独番組扱いの局では『ミュージックボックス』が放送された。
翌週の2009年12月21日から2010年1月8日まで、全ネット局が代替番組『杉浦舞のMキャッチ!』を放送。提供読みはなく、一部ネット局を除き核スポンサーであるトヨタのCMはエンディングのヒッチハイク枠CMのみを放送。
番組はこの間休止の扱いで、片山の活動自粛を受けて代役のパーソナリティに辰巳琢郎を起用し、2010年1月11日より放送を再開した。その後、片山が自粛していた仕事を再開することを発表したため、4月5日放送分より片山が復帰した。